# Destruction in Art Symposium
Destruction in Art Symposium (DIAS) var en sammankomst med internationella konstnärer, poeter och forskare i London, september 1966, som första hand riktade sig till aktivister och artister inom underground och motkulturer. DIAS återsamlades i New York två år senare i mars 1968.

## DIAS
Gustav Metzger en tysk konstnär och politisk aktivist publicerade 1959 ett manifest, Auto-Destructive Art, som kom att gestaltas som en happening. Han deltog vid Fluxus The Festival of Misfits i London 1962 och kom att samla en grupp studenter omkring sig, bland andra musikern Pete Townshend.

1966 organiserade Metzger DIAS första sammankomst i London där 100 konstnärer och artister från 18 länder deltog. Temat för DIAS var "formulering av vad förstörelse är och vad det kan vara i förhållande till konst". Då Metzger var en god opinionsbildare och marknadsförare rönte DIAS ett stort publikt intresse. Två år senare i New York återsamlades man och genomförde ett betydligt mindre symposium.

## Installationer/iscensättningar/verk (i urval)
- 1966
- Yoko Ono / Anthony Cox Cut Piece
- Raphael Montañez Ortiz Henny-Penny Piano Destruction Concert
- Hermann Nitsch Orgies Mysteries Theater (OMT)
- Robin Page KRWO1 / I WORK
- 1968
- Charlotte Moorman Destruction
- Lil Picard Soft Burnings Feathers and Coal / Self-portrait
- Nam June Paik Self-mutilation
- Elayne Varian No Blood in the Finch